# Герб Альберти
Герб Альберти, геральдичний символ  канадійської провінцію Альберта. Герб містить символи, що відображають британську спадщину Альберти, а також місцеві символи. У верхній частині щита зображений червоний хрест Святого Георгія. У нижній частині щита зображені Скелясті гори, зелені прерії та пшеничні поля - що символізують пейзаж Альберти.
Королівський ордер Едуарда VII надав оригінал герба, що складався лише з щита, 30 травня 1907 р. Герб був додатково посилений щитотримачами, гербом і девізом за королівським ордером королеви Єлизавети II 30 липня 1980 року.
Щит на простому блакитному полі зображений на провінційному прапорі Альберти.

## Історія
30 липня 1980 року королева Єлизавета II збільшила герб клейнодом, щитотримачами та девізом. 15 січня 2008 року шолом під клейнодом був змінений зі сталевого на золотий королівський шолом.

## Символізм
Клейнод
Королівський шолом увінчаний червоно-срібним буралетом, на якому сидить бобер, на спині якого Корона Святого Едуарда. Білий та червоний - офіційні національні кольори Канади, а бобер - офіційна тварина Канади.
Щит
Щит показує природні ресурси та красу різноманітного ландшафту Альберти: Скелясті гори та їх передгір’я, зелені прерії та оброблені пшеничні поля. Хрест Святого Георгія - це натяк на герб компанії Гудзонової затоки, яка колись контролювала теперішню Альберту.
База
База - зелена гора з дикими трояндами, офіційними квітками Альберти.
Щитотримачі
Щитотримачі: золотий лев зліва (що символізує владу) та вилоріг праворуч (що відображає природні ресурси Альберти). Жодна з них не є офіційною твариною Альберти (нею є товсторіг).
Девіз
Fortis et Liber, що означає "сильний і вільний", фраза з англійської лірики "O Canada".